# Ā̂
Ā̂ (minuscule : ā̂), appelé A macron accent circonflexe, est une lettre latine utilisée dans l’écriture du kaska.
Il s’agit de la lettre A diacritée d’un macron et d’un accent circonflexe.

## Représentations informatiques
Le A macron accent circonflexe peut être représenté avec les caractères Unicode suivants : 
- décomposé et normalisé NFC (latin étendu A, diacritiques) :

| formes    | représentations | chaînes de caractères | points de code | descriptions                                                    |
| --------- | --------------- | --------------------- | -------------- | --------------------------------------------------------------- |
| capitale  | Ā̂               | Ā◌̂                    | U+0100 U+0302  | lettre majuscule latine a macron diacritique accent circonflexe |
| minuscule | ā̂               | ā◌̂                    | U+0101 U+0302  | lettre minuscule latine a macron diacritique accent circonflexe |

- décomposé et normalisé NFD (latin de base, diacritiques) :

| formes    | représentations | chaînes de caractères | points de code       | descriptions                                                                |
| --------- | --------------- | --------------------- | -------------------- | --------------------------------------------------------------------------- |
| capitale  | Ā̂               | A◌̄◌̂                   | U+0041 U+0304 U+0302 | lettre majuscule latine a diacritique macron diacritique accent circonflexe |
| minuscule | ā̂               | a◌̄◌̂                   | U+0061 U+0304 U+0302 | lettre minuscule latine a diacritique macron diacritique accent circonflexe |

## Sources
- Kaska, Yukon Native Language Centre.